# Marco Antonio Verni
Marco Antonio Verni Lippi (Santiago, 27 de febrero de 1976) es un atleta chileno especializado en lanzamiento de peso. Tiene el récord chileno en su especialidad con 21,14 m, logrado el 29 de julio de 2004.
Es múltiple campeón sudamericano, logrando el undécimo lugar en la Universiada 2001 y ganó la medalla de plata en los Juegos Panamericanos de 2003. También ha competido en Campeonatos mundiales de atletismo de 2001, 2003, 2005 y 2007, los Juegos Olímpicos de 2004 y 2008, y en el Campeonato Mundial de Atletismo en Pista Cubierta de 2004.
Su entrenador es el exatleta chileno Gert Weil.